# باطوم
باطوم أو باطومي، كما تعرف باسم باتومي (بالجورجية: ბათუმი)، هي عاصمة مقاطعة أجاريا في جورجيا. يبلغ عدد السكان نحو 180 ألف نسمة حسب إحصاء عام 2008. تقع باطوم على ساحل البحر الأسود وتعتبر ثاني أكبر مدن جورجيا وأهم وجهاتها السياحية.

## السياحة في باتومي
تحتوي باتومي على العديد من المعالم السياحية ولعل أهمها هو ممشى باتومي بوليفارد بمحاذاة الساحل ويحتوي على العديد من المعالم مثل تمثال على ونانو وبرج الحروف. وتعد الأنشطة البحرية من أهم ما يميز مدينة باطومي. كما يوجد بها العديد من المعالم الأخرى مثل قلعة جونيو و ساحة أوروبا. وأصبحت دولة جورجيا تعتمد على السياحة وتطويرها بشكل مستمر.

## توأمة
لباطوم اتفاقيات توأمة مع كل من:
- باري (1987 - )[9]
- سان سيباستيان (7 يونيو 1987 - )[9]
- سافانا (1992 - )[9]
- بيرايوس (1 مارس 1996 - )[9]
- كيسلوفودسك (25 أكتوبر 1997 - )[9]
- طرابزون (20 أبريل 2000 - )[9]
- وانادزور (16 نوفمبر 2006 - )[9]
- فولوس (29 يوليو 2007 - )[9]
- يالطا (29 يناير 2008 - )[9]
- بورغاس (4 نوفمبر 2009 - )[9]
- مربلة (27 يوليو 2010 - )[9]
- کوش‌ آداسی (15 أكتوبر 2010 - )[9]
- فيرونا (17 ديسمبر 2010 - )[9]
- أردو (26 فبراير 2011 - )[9]
- ترنوبل (26 أغسطس 2011 - )[9]
- نيو أورلينز (3 مايو 2012 - )[10]
- يالوفا (25 مايو 2012 - )[9]
- نخجوان (8 يونيو 2012 - )[9]
- داوغافبيلس (3 أغسطس 2012 - )[9]
- أرتوين
- ريو دي جانيرو
- زيبو
- ميكولايف (1995 - )
- آقجبدي
- أسدود (7 مايو 2012 - )[11]
- دونيتسك (25 أغسطس 2013 - )[12]
- برست (24 أبريل 2015 - )[13]
- أورومتشي (2015 - )[14]
- شرم الشيخ (12 أغسطس 2014 - )[9]
- روستوك (2012 - )[9]
- Prague 1 [الإنجليزية]‏ منذ (2013 - )[9]
- بافوس (2016 - )[9]
- نيسا (2017 - )[9]
- نتانيا (2018 - )[9]
- يورمالا (27 نوفمبر 2014 - )[9]

## أعلام
- فلاديمير باغيروف
- فلاديمير لياكهوف
- فيودور يورتشيخين
- إنشراح خانم أفندي
- أنزور كافازاشفلي
- حسن فهمي باشا

## المناخ
يظهر الجدول التالي التغييرات المناخية على مدار السنة لباطوم:
| البيانات المناخية لـباطوم         | البيانات المناخية لـباطوم | البيانات المناخية لـباطوم | البيانات المناخية لـباطوم | البيانات المناخية لـباطوم | البيانات المناخية لـباطوم | البيانات المناخية لـباطوم | البيانات المناخية لـباطوم | البيانات المناخية لـباطوم | البيانات المناخية لـباطوم | البيانات المناخية لـباطوم | البيانات المناخية لـباطوم | البيانات المناخية لـباطوم | البيانات المناخية لـباطوم |
| الشهر                             | يناير                     | فبراير                    | مارس                      | أبريل                     | مايو                      | يونيو                     | يوليو                     | أغسطس                     | سبتمبر                    | أكتوبر                    | نوفمبر                    | ديسمبر                    | المعدل السنوي             |
| --------------------------------- | ------------------------- | ------------------------- | ------------------------- | ------------------------- | ------------------------- | ------------------------- | ------------------------- | ------------------------- | ------------------------- | ------------------------- | ------------------------- | ------------------------- | ------------------------- |
| الدرجة القصوى °م (°ف)             | 25.2 (77.4)               | 27.4 (81.3)               | 32.2 (90.0)               | 38.3 (100.9)              | 37.2 (99.0)               | 39.9 (103.8)              | 40.6 (105.1)              | 39.5 (103.1)              | 38.1 (100.6)              | 35.4 (95.7)               | 30.1 (86.2)               | 28.3 (82.9)               | 40.6 (105.1)              |
| متوسط درجة الحرارة الكبرى °م (°ف) | 10.3 (50.5)               | 11.2 (52.2)               | 12.5 (54.5)               | 16.2 (61.2)               | 20.1 (68.2)               | 24.3 (75.7)               | 26.2 (79.2)               | 26.5 (79.7)               | 23.5 (74.3)               | 20.3 (68.5)               | 15.8 (60.4)               | 12.7 (54.9)               | 18.3 (64.9)               |
| المتوسط اليومي °م (°ف)            | 6.6 (43.9)                | 6.7 (44.1)                | 8.8 (47.8)                | 12.3 (54.1)               | 16.0 (60.8)               | 20.2 (68.4)               | 22.6 (72.7)               | 23.1 (73.6)               | 19.9 (67.8)               | 16.4 (61.5)               | 11.9 (53.4)               | 9.0 (48.2)                | 14.5 (58.0)               |
| متوسط درجة الحرارة الصغرى °م (°ف) | 4.1 (39.4)                | 3.8 (38.8)                | 5.5 (41.9)                | 9.3 (48.7)                | 13.1 (55.6)               | 17.3 (63.1)               | 19.9 (67.8)               | 20.3 (68.5)               | 16.9 (62.4)               | 13.4 (56.1)               | 9.1 (48.4)                | 6.4 (43.5)                | 11.6 (52.9)               |
| أدنى درجة حرارة °م (°ف)           | −7.7 (18.1)               | −8.2 (17.2)               | −6.7 (19.9)               | −2.5 (27.5)               | 3.4 (38.1)                | 8.1 (46.6)                | 12.9 (55.2)               | 12.6 (54.7)               | 7.5 (45.5)                | 2.0 (35.6)                | −3.9 (25.0)               | −4.2 (24.4)               | −8.2 (17.2)               |
| الهطول مم (إنش)                   | 238 (9.4)                 | 189 (7.4)                 | 153 (6.0)                 | 113 (4.4)                 | 108 (4.3)                 | 142 (5.6)                 | 168 (6.6)                 | 205 (8.1)                 | 262 (10.3)                | 277 (10.9)                | 312 (12.3)                | 268 (10.6)                | 2٬435 (95.9)              |
| ساعات سطوع الشمس الشهرية          | 99                        | 105                       | 126                       | 148                       | 199                       | 235                       | 214                       | 223                       | 201                       | 176                       | 125                       | 107                       | 1٬958                     |
| المصدر #1: Climate Data           |                           |                           |                           |                           |                           |                           |                           |                           |                           |                           |                           |                           |                           |
| المصدر #2:                        |                           |                           |                           |                           |                           |                           |                           |                           |                           |                           |                           |                           |                           |